# 小花荵
小花荵（学名：Polemonium liniflorum）为花荵科花荵属下的一个种。

## 扩展阅读
- 維基物種上的相關：小花荵